# Corvus Corax
Corvus Corax ist eine Band der Mittelalterszene aus Deutschland, auch bekannt unter dem Namen Könige der Spielleute. Die ostdeutsche Band wurde Ende 1989 gegründet. Gründungsmitglieder sind Castus und Venustus. Venustus (Wim) baute einen Großteil der Instrumente wie Dudelsäcke und Schalmeien selbst. Corvus corax ist der wissenschaftliche Name für den Kolkraben. Gewählt wurde dieser Bandname, da die damals junge Musikgruppe 1989 bei ihrer Flucht aus der DDR ihren Kolkraben zurücklassen musste.

## Geschichte
Die beiden Gründer Karsten Liehm und Wim Dobbrisch wirkten zuvor in der Mittelalter-Formation Tippelklimper mit. Diese spielten zunächst Folklore, später waren sie eine der ersten Vertreter des Dudelsack-Rock-Stils. Dabei verwendeten sie bereits seit 1989 Instrumente von Wim Dobbrisch, der den unverwechselbaren Corvus Corax Dudelsack-Sound kreierte, welcher unter anderem prägend für den so genannten „Marktsack“ war. Während der Filmmusikarbeiten für den Märchenfilm Die Geschichte von der Gänseprinzessin und ihrem treuen Pferd Falada, komponiert von Zdenek John, nutzten sie die Gelegenheit, ihr erstes Album Ante Casu Peccati in den DEFA Studios in Potsdam aufzunehmen. 1989 formierte sich schließlich Corvus Corax.
1990 taten sie sich verstärkt mit der Formation Zumpfkopule zusammen. Beide Gruppen absolvierten gemeinsame Auftritte auf Mittelaltermärkten und spielten schließlich zusammen das Album Congregatio ein. Schließlich schloss sich Meister Selbfried von Zumpfkopule der Gruppe an. Es folgten mehrere Konzerte in Europa sowie auch in Japan.
1992 verstärkte man sich dann zum Quintett. Der Sender Freies Berlin finanzierte die nächste CD Inter Deum Et Diabolum Semper Musica Est.
1993 traten sie das erste Mal auf dem Kaltenberger Ritterturnier auf, wo sie seitdem zu Stammgästen wurden.
1994 spielten sie während des Karnevals in Venedig. Dort filmte sie ein Drehteam der BBC-Dokureihe Die Kreuzzüge (Crusades). 
1995 traten sie auch zum ersten Mal auf dem Wäscherschloss auf, wo sie seitdem ebenfalls zu den Stammgästen zählen.
1996 entstand mit der Single Tanzwut ein eher ungewöhnliches Projekt. Denn hier verwendeten Corvus Corax zum ersten Mal elektronische Elemente. Dies führte zum Nebenprojekt Tanzwut, bei dem Mittelalterklänge und Elektronik miteinander fusionieren. Als Corvus Corax blieben sie jedoch den akustischen Instrumenten treu. In der folgenden Zeit gab es immer wieder Besetzungswechsel sowie Neuzugänge, so dass die Gruppe teilweise aus bis zu acht Musikern bestand.
Im Jahr 2000 konnten sie den Dracula-Erben Ottomar Rodolphe Vlad Dracula Prinz Kretzulesco als Gastsänger für Mille Anni Passi Sunt gewinnen.
2001 gab die Gruppe ihre Titel für diverse Bands und DJs zur elektronischen Bearbeitung frei. Das Ergebnis dieses Projekts war die CD In Electronica.
2005 machte sich die Gruppe daran, Titel aus den Carmina Burana neu zu vertonen. Bei diesem Projekt arbeitete die Gruppe mit einem Sinfonieorchester sowie einem Chor zusammen. Das ambitionierte Werk erschien schließlich unter dem Titel Cantus Buranus. Mit ihrem Album Venus Vina Musica kehrten sie kurzfristig wieder zur reinen Spielmannsmusik zurück, veröffentlichten danach jedoch Cantus Buranus II, wo weitere Titel aus den Carmina Burana vertont wurden, und Cantus Buranus – das Orgelwerk, wo verschiedene Titel der Carmina Burana auf der Orgel vertont wurden.
Im Jahr 2006 arbeiteten sie mit Piranha Bytes’ Komponisten Kai Rosenkranz für den Soundtrack zum Computerspiel Gothic 3 zusammen.
Einen Gastauftritt hatten Corvus Corax in Die Diener der Pest, Folge 26 der von Volker Sassenberg produzierten Hörspielserie Point Whitmark, die im Mai 2009 erschien.
In der originalen Pilotepisode der HBO-Serie Game of Thrones hatte die Band einen Auftritt auf einem Fest. Die betreffenden Szenen wurden allerdings nicht für die veröffentlichte Version übernommen.
Corvus Corax wirkte 2010 bei der Rock-Opera Excalibur mit.
Im September 2010 gab die Band bekannt, dass Corvus Corax und Tanzwut getrennte Wege gehen, weshalb Teufel und Martin Ukrasvan Corvus Corax verließen. Als neue Musiker stießen Vit und Steve zur Band hinzu. Ihren Einstand gaben sie auf Sverker, dem insgesamt 11. Studioalbum und dem ersten, neuen Mittelalter-Album seit über fünf Jahren. Stellte das Album Venus, Vina, Musica eine musikalische Reise durch mediterrane Länder dar, beschäftigt sich Sverker fast ausschließlich mit nordischen Themen.
2012 gründeten die Musiker von Corvus Corax zusammen mit dem Balkan-Beats DJ Robert Soko die Band BerlinskiBeat, deren Musik eine Mischung aus Straßenmusik und Clubsounds ist und Gesang mit Berliner Dialekt enthält. BerlinskiBeat veröffentlichte 2012 das Album Gassenhauer.
Im Oktober 2013 veröffentlichten Corvus Corax mit dem Video zu einem neuen Song, Derdriu, ihren ersten offiziellen Musik-Videoclip. Er wurde mit Hilfe der Fans über pledgemusic durch crowdfunding finanziert. Im November erschien dann das 12. Studio-Album, Gimlie. Berücksichtigt man dabei, dass auf der 1995 veröffentlichten Platte Tritonus mit Tippel, dem Raben, ein weiterer „Sänger“ als zusätzliches Mitglied gegenüber Inter Deum Et Diabolum Semper Musica Est vertreten war, ist Gimlie das erste Studioalbum in der Bandgeschichte, das in exakt derselben Besetzung aufgenommen wurde, wie sein Vorgängeralbum.
Während der 25-jährigen Jubiläumstour bis Frühjahr 2015 wurde bekannt, dass Gründungsmitglied Wim Dobbrisch die Band verlassen werde, um sich in seiner Firma „Corvus Corax Bagpipes“ vollständig seiner Tätigkeit als Dudelsackbauer sowie anderen Projekten widmen zu können. Das vorerst letzte Konzert mit ihm als reguläres Bandmitglied fand am 31. Januar 2015 in Hamburg statt. Seit einer kurzzeitigen Rückkehr im Jahr 2016 unterstützt er die Band gelegentlich bei Live-Auftritten. 
2015 erschien das zweite Album des Nebenprojekts BerlinskiBeat mit dem Titel Die Stadt is heiß!, das unter der Beteiligung von Rodrigo González von der Band Die Ärzte eingespielt worden war, und bereits 2016 wurde ein weiteres Album mit dem Namen Fräulein könn‘ Sie linksrum tanzen veröffentlicht.
Im Februar 2017 stieß der Kontrabassist Michael Frick als Mitglied hinzu, wo dieser das Instrumentarium der Band um die so genannte "Bass-Citole" ergänzte. Die Band trat 2017 auf dem Wacken Open Air auf.
Im Juni 2022 wurde mit Era Metallum erstmals ein Album unter der Marke Corvus Corax veröffentlicht, das neben den klassischen Instrumenten der Band vordergründig auf den Einsatz von Schlagzeug und E-Gitarre setzt. Auf diesem wurden in Zusammenarbeit mit dem finnischen Gitarristen Sami Yli-Sirniö zahlreiche Songs der Gruppe im Heavy-Metal-Stil neu interpretiert. 

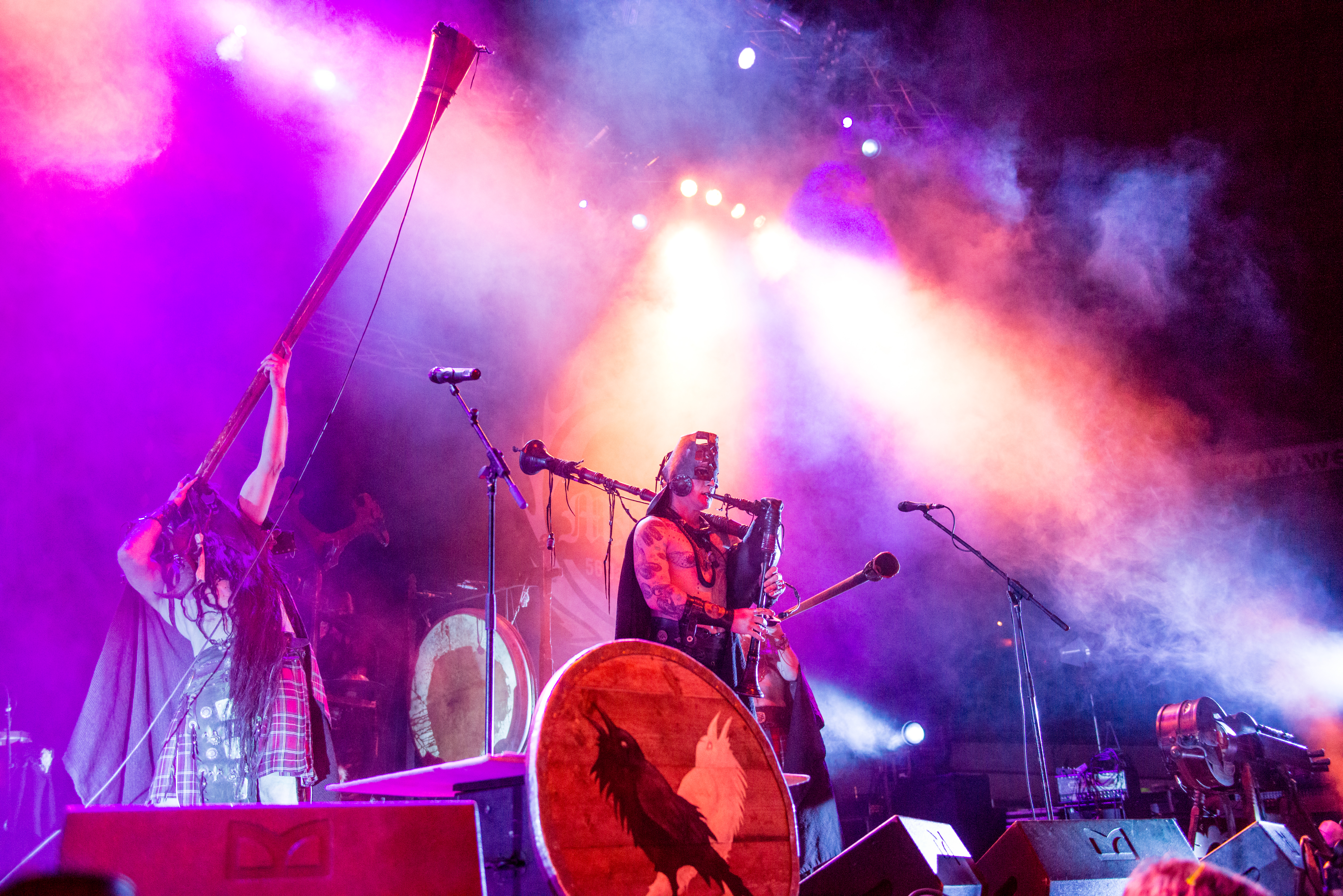
Corvus Corax am 5. April 2014 beim „Mittelalterlich Phantasie Spectaculum“ in Dortmund
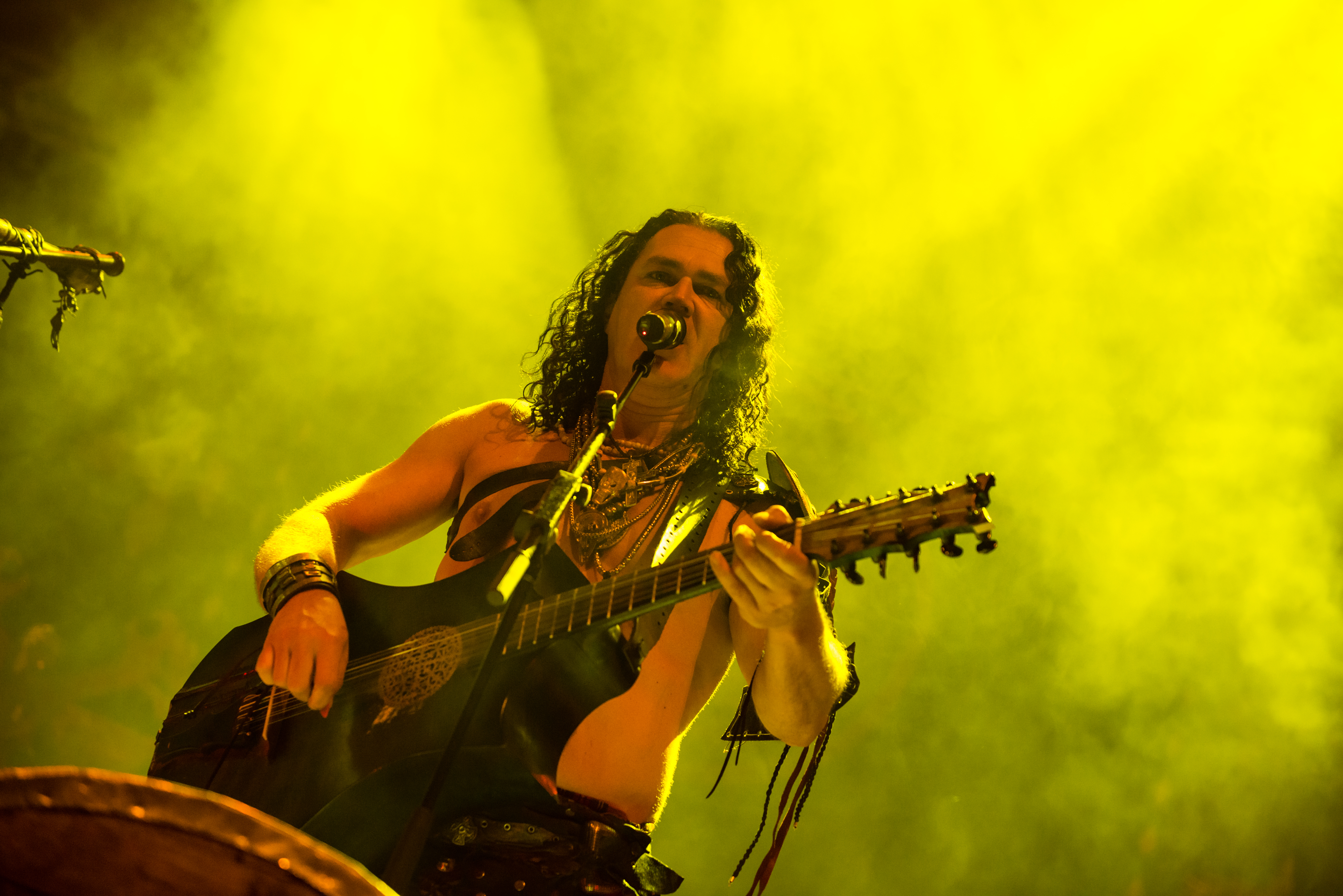
Corvus Corax am 5. April 2014 beim „Mittelalterlich Phantasie Spectaculum“ in Dortmund
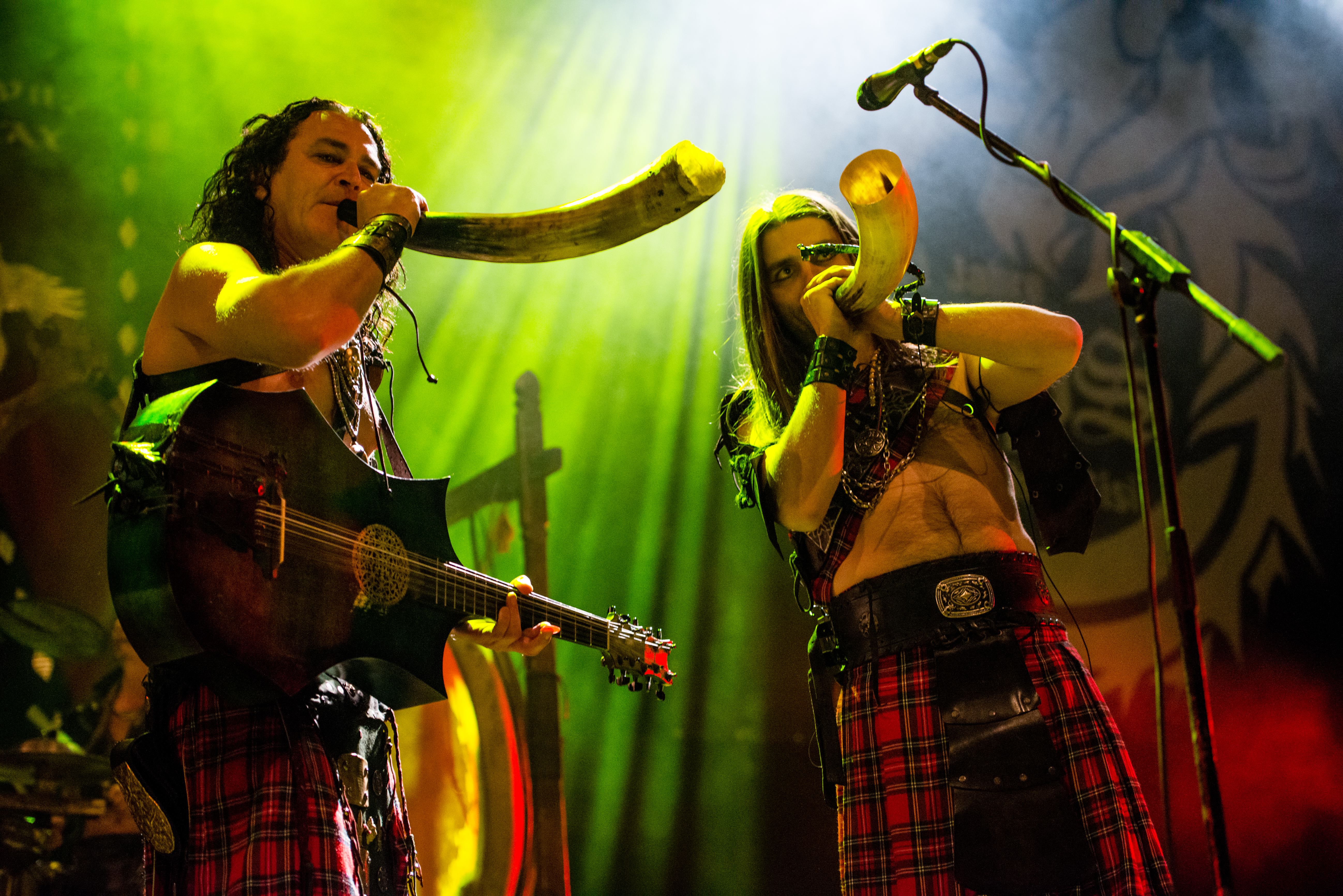
Corvus Corax am 5. April 2014 beim „Mittelalterlich Phantasie Spectaculum“ in Dortmund

## Diskografie

### Studioalben
- 1988: Tempi Antiquii
- 1989: Ante Casu Peccati
- 1991: Congregatio (zusammen mit Zupfkopule)
- 1993: Inter Deum Et Diabolum Semper Musica Est
- 1995: Tritonus
- 1998: Viator
- 2000: Mille Anni Passi Sunt (auch als Limited Edition mit "MM")
- 2002: Seikilos
- 2005: Cantus Buranus
- 2006: Venus Vina Musica
- 2008: Cantus Buranus II
- 2008: Cantus Buranus – Das Orgelwerk
- 2011: Sverker
- 2013: Gimlie
- 2017: Der Fluch des Drachen
- 2018: Skál
- 2021: Die Maske des Roten Todes
- 2022: Era Metallum
- 2024: Tausend Jahre Tanzmusik

### Best-of-Alben und Kompilationen
- 1999: Tempi Antiquii 1988-1992
- 2005: Best Of Corvus Corax
- 2007: Kaltenberg Anno MMVII
- 2010: Kaltenberg Anno MMX
- 2016: Ars Mystica - Selectio 1989-2016

### Livealben
- 1998: Live Auf Dem Wäscherschloss
- 2003: Gaudia Vite
- 2006: Cantus Buranus Live In Berlin
- 2009: Live In Berlin
- 2013: Sverker Live At Summerbreeze & Castlefest
- 2015: Live 2015 - auf dem Auf dem Trolls et Légendes Festival

### EPs und Remixes
- 1996: Tanzwut
- 2000: Corvus Corax Erzählen Märchen Aus Alter Zeit
- 2000: In Electronica
- 2002: Hymnus Cantica